# Orogenesi alpina

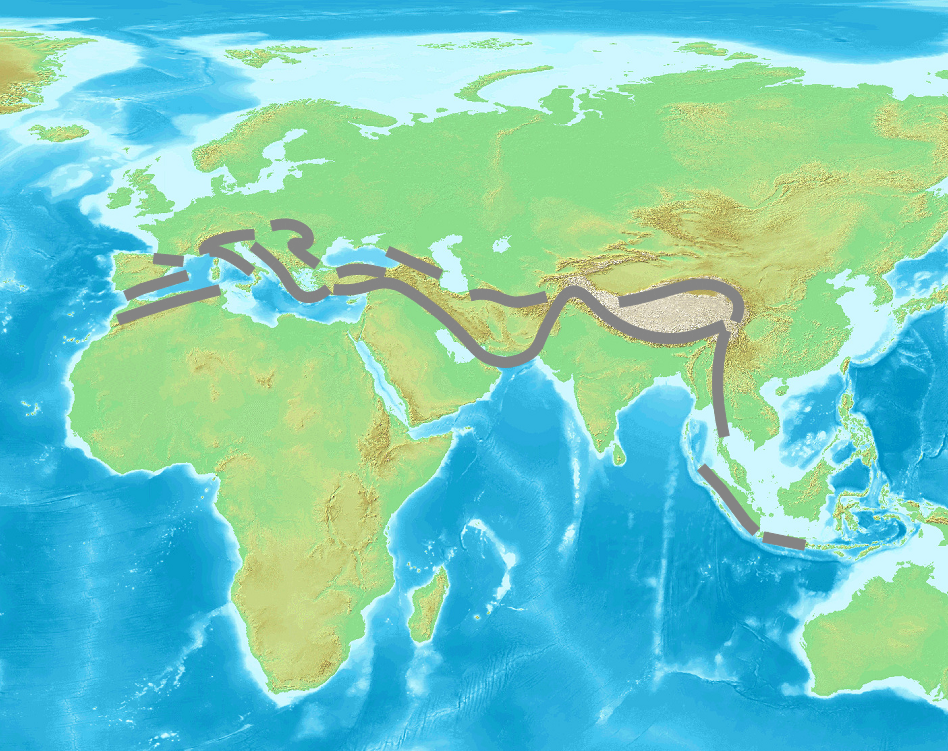
Carta delle catene montuose formatesi a causa dell'orogenesi alpina.

Mappa tettonica dell'Europa meridionale e Medio Oriente con la formazione delle catene montuose.

L'orogenesi alpina è un processo di formazione orogenetica iniziato nel tardo Mesozoico e proseguito nel Cenozoico ed è all'origine della catena alpino-himalayana.
Questa orogenesi è stata causata dalla chiusura dell'oceano Tetide in seguito alla risalita verso nord dell'Africa, dell'Arabia e del Subcontinente indiano verso l'Eurasia.
Con la collisione delle masse continentali si sono formate numerose catene montuose che andarono a costituire la catena Alpino-Himalayana, estesa dal Marocco nell'Africa settentrionale e proseguente fino alla penisola indocinese. Queste catene si estendono nell'Africa del nord, in Europa ed attraversano tutto il bordo meridionale dell'Asia.

## Catene montuose
Da ovest verso est sono state innalzate dall'orogenesi alpina le seguenti catene montuose:
- Atlante
- Cordigliera Betica
- Pirenei
- Alpi
- Appennini
- le catene della penisola balcanica: Alpi Dinariche, Monti del Pindo, Monti Rodopi, Monti Balcani
- Carpazi
- le catene dell'Anatolia: Tauro, Monti del Ponto, ecc.
- Caucaso
- le catene dell'Iran: Monti Zagros, Elburz, ecc.
- Hindu Kush
- Pamir
- Himalaya
- le catene del sud-ovest della Cina e dell'Indocina.